# Szczelina w Wołowym Żlebie
Szczelina w Wołowym Żlebie – jaskinia, a właściwie schronisko, w Dolinie Miętusiej w Tatrach Zachodnich. Wejście do niej położone jest w zboczu Wołowego Żlebu, na wysokości 1265 m n.p.m. Długość jaskini wynosi 14 metrów, a deniwelacja 11 metrów.

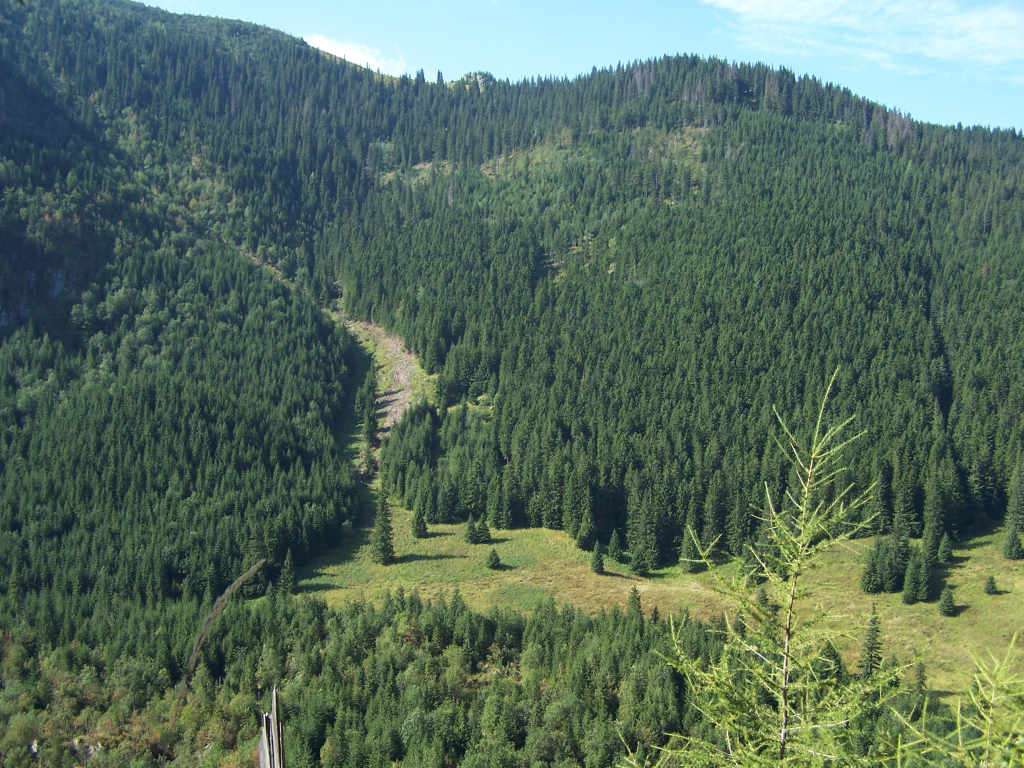
Wołowy Żleb

## Opis jaskini
Jaskinię stanowi wysoka szczelina do której wejść można od dołu przez szczelinowy otwór za którym znajduje się obszerna nyża. Z niej właśnie odchodzi w górę szczelina (na początku łagodnie a potem pionowo).

## Przyroda
W jaskini brak jest nacieków. Ściany wilgotne, obrośnięte porostami, mchami i glonami.

## Historia odkryć
Jaskinia znana była od dawna. Jej opis i plan sporządziła we wrześniu 2002 roku I. Luty przy współpracy B. Zalewskiego.